# 海砂屋
海砂屋，在台灣通俗的說法是指使用含鹽份的海砂摻入預拌混凝土所建造的房屋；精確的說法則是依據中華民國國家標準CNS 3090的定義，指的是「混凝土氯離子含量超過標準值（0.15kg/m3）」。海砂屋常見的問題有：牆壁及天花板混凝土剝落、鋼筋外露鏽蝕等，影響居住安全。在不動產交易過程中，混凝土氯離子含量數據會大幅影響估價結果。
除了建造用料不良的狀況之外，海風、工業蒸氣、工業粉塵、地下水滲入、以及使用含氯的房屋修補材料，也可能造成房屋的氯離子濃度升高。
CNS3090國家標準於104/01/13 修正新扮混凝土中最大水溶性氯離子含為0.15kg/m3

## 海砂屋起源
1980年代公共工程與各地建設大量發展，原集中在淡水河的河砂量不足，砂石業者便往下游開採海砂替代，造成當時不少建物都成了後來的「海砂屋」。

## 特徵
牆面有壁癌現象、天花板、牆面有裂縫．壁癌現象的成因若不是漏水就很可能是海砂屋；牆面如有龜裂、或是大規模水泥塊剝落；連結浴廁的水管處若出現上述情況，就很有可能是海砂屋。

## 標準異動歷史
| 修訂 | 日期       | 對應屋齡 | 異動內容                                                   |
| ---- | ---------- | -------- | ---------------------------------------------------------- |
| 4    | 1998-06-25 | < 18年   | 0.3kg/m3（所有環境）                                       |
| 3    | 1994-07-22 | < 22年   | 0.6kg/m3（一般環境），0.3kg/m3（所處環境須作耐久性考量者） |
| 2    | 1991-06-25 | 超過22年 | 無規定                                                     |

## 鑑定機構
- 台北市建築師公會
- 台北市結構工程工業技師公會
- 台南市土木技師公會
- 高雄市土木技師公會